# Tsepo Mathetha
Tsepo Mathetha (* 26. Dezember 1982) ist ein lesothischer Fußballspieler. In der Qualifikation für die Fußball-Weltmeisterschaft 2006 bestritt er ein Länderspiel. Er spielte bei der lesothischen Mannschaft Lesotho Prisons Service.